# ببساطة 2 (مسلسل)
ببساطة 2 هوَ مسلسل تلفزيوني كوميدي سوري وهو الجزء الثاني من مسلسل ببساطة، بدأ عرضه في 2020م.

## الممثلون
- باسم ياخور
- فادي صبيح
- جيني إسبر
- أحمد الأحمد
- انجي مراد
- أندريه سكاف
- محمد حداقي
- ديمة بياعة
- رنا شميس
- جرجس جبارة
- جمال العلي
- آمال سعد الدين
- هبة نور
- نادين تحسين بك
- عبد المنعم عمايري
- دانا حلبي
- كرم الشعراني
- نزار أبو حجر
- مصطفى المصطفى
- عبد الرحمن قويدر